# 涙のらぶれたあ
「涙のらぶれたあ」は、ふきのとうの18枚目のシングル楽曲。1982年5月21日にCBSソニー / Silverlandよりリリース。

## 収録曲

### Side A
1. 涙のらぶれたあ（4分22秒）
  - 作詞・作曲:山木康世／編曲:石川鷹彦・ふきのとう

### Side B
1. Love Song（4分24秒）
  - 作詞・作曲:細坪基佳／編曲:石川鷹彦・ふきのとう／Strings Arr.:都留教博